# 川手誠
川手 誠（かわて まこと、1952年9月2日 -  ）は日本の現代音楽の作曲家である。

## 概要
1952年、東京生まれ、中学より音楽（クラシック）が急に好きになり毎日むさぼるように聴く。ピアノはその時から習いはじめる。作曲もその時から。ドボルザークの「新世界」を聴いて衝撃を受け、作曲家を目指す。
1967年、阿見悟氏に作曲を師事。
1970年、松本民之助氏に作曲を師事。
　　　　梅谷進氏にピアノを師事。
1974年、東京藝術大学作曲科入学。
クラシックの作曲家のスコア・レコード収集を行うと共に、音楽以外の分野へも関心を広めて、小説・詩、歴史や文化、落語、映画など様々な作品に触れる。
1981年、東京藝術大学音楽研究科音楽教育専攻（専攻実技作曲）修了。
千葉県立幕張西高等学校（現：千葉県立幕張総合高等学校）合唱部、管弦楽部より委嘱作品を同定期演奏会で発表。
1993年、演奏工房「瑠璃」を結成。
1996年、日本作曲家協議会より「ピアノのための映像」を出版。
1998年、作曲家の個展を開催
千葉県立船橋東高等学校吹奏楽部より委嘱作品を同定期演奏会で発表。
常勤の公立高校の教員として、各高校のオーケストラ部や吹奏楽部で、音楽指導や、自身で指揮を振り、自作の音楽劇も演奏会で発表する。精力的に音楽教育の現場で指導を行う。
作曲活動は、器楽曲としてピアノやフルートなどの作品や弦楽四重奏曲、吹奏楽やオーケストラの為の作品や、歌をメインとしたモノドラマ、歌曲や音楽劇などの作品がある。
作曲する際にドイツロマン派のシューマンや、特にブラームスの影響を多く受けていると本人も認めている。調性音楽の中で和声の豊饒な表現方法を駆使した作品が多い。和声やソルフェージュを深め、転調する際に作品の構成や和声進行で様々な試みを作品の中で試みている。
作曲する際に和声と同様、旋律も非常に大事にしており、「歌」への志向から斎藤隆介や宮沢賢治、ラフカディオ・ハーンなどの文学作品を素材にしたモノドラマや音楽劇にも力を入れている。
愛読書として、北杜夫「楡家の人々」や斎藤隆介「ゆき」「三コ」、山口勇子「おこりじぞう」、立原道造、　三好達治、萩原朔太郎詩集など。
2016年に高校教員を退職。
現在も、年に１回の演奏工房「瑠璃」の発表で自作を披露。
作曲を松本民之助、阿見悟、音楽教育を濱野政夫、山本文茂、平沢元、指揮法を高階正光にそれぞれ師事。
女声合唱「いずみ」元指揮者、演奏工房「瑠璃」同人。

## 作品
- 弦楽四重奏曲　1975.2
- オーケストラのためのディベルティメント　1980.2
- 弦楽四重奏曲第1番　1981.7
- Song 打楽器のためのソナタ 1983.2
- チューバソナタ　1985.2
- ピアノのためshadow 1986.3
- 秘められた愛の詩　1987.3
- 春の日の感想　1988.6
- クラリネットとピアノのためのディアローグ　1988.3
- 言葉の終わる時　1988.6
- 変容された風景　1989.6
- 弦楽四重奏曲第2番　1990.3
- 歌曲集「透明な時間」　1991.3
- 弦楽四重奏曲第3番　1992.3
- 音楽劇「ゲルダ」1992.6
- 「哀歌」バリトンと弦楽四重奏のための　1993.3
- ピアノのための映像　1994.3
- モノドラマ「ぼくの銀河鉄道の夜」1998.12
- 音楽劇「ラルーと愉快な泥棒達」1999.3
- ピアノのための詩曲Ⅴ 1999.5
- ひかりの世界　1999.8
- 組曲第１番　ピアノのために　1999.9
- 組曲第２番　金管五重奏のための 1999.12
- 音楽劇「グリムと陽気な幽霊」2000.3
- 組曲第３番　クラリネットとピアノのための　2000.5
- 音楽劇「ゆき」2001.3
- モノドラマ「火の鳥」　2001.5
- 組曲第４番　ピアノのために　2001.5
- モノドラマ「逝く夏に」　2001.8
- モノドラマ「ふき」　2001.8
- ソナタ　クラリネットとピアノのための　2001.10
- Ballade〜木管五重奏のために2002.5
- ２本のフルートのためのディアローグ　1994.3
- 限りなき彷徨　クラリネットと弦楽四重奏のための　1996.3
- 歌曲集「透明への時間」２集　1996.3
- 音楽劇「100万回生きた猫」1996.3
- モノドラマ「逝く夏に」1996.9
- ピアノのための詩曲　1997.3
- 音楽劇「山月記抄」1997.3
- 音楽劇「銀河鉄道の夜」1998.3
- ピアノのための詩曲Ⅱ 1998.5
- 弦楽四重奏曲第５番　1998.5
- ピアノのための詩曲Ⅲ「ソナチネ」　1998.8
- ひかりの世界　1998.8
- 弦楽四重奏曲第４番（哀歌・バリトンと弦楽四重奏のための　改訂改題）1998.12
- 無伴奏フルートのための詩曲　1998.12
- ピアノのための映像1〜2フルートソナタ
- モノドラマ「三コ」
- 歌曲集「はだか」「のはらうた」
- 合唱曲集「はくちょう」「のはらうた」
- 吹奏楽
  - 「アンダンテとアラ・マルチア」
  - 「Star-Brillante」
  - 「OKINAWA」